# 垂見村
垂見村（たるみむら）は、福岡県山門郡にあった村。現在の柳川市の一部。

## 地理
筑後平野の南西部に位置した。
- 河川：矢部川[1]

## 歴史
- 1889年（明治22年）4月1日 - 町村制の施行により、山門郡垂見村、白鳥村、棚町村、五拾町村が合併して村制施行し、垂見村が発足[1][2]。
- 1907年（明治40年）3月20日 - 山門郡川北村、川辺村、宮ノ内村と合併し三橋村を新設して廃止された[1][2]。

## 交通
- 国道（現国道443号）[1]